# Třída Giuseppe Garibaldi
Třída Giuseppe Garibaldi byla třída italských pancéřových křižníků. Skládala se z celkem 10 jednotek, které byly postaveny pro námořnictva Itálie, Argentiny, Japonska a Španělska. Tři z nich byly během služby ztraceny v boji.

## Stavba
Úspěšnou konstrukci pancéřových křižníků třídy Giuseppe Garibaldi vyvinul inženýr Edoardo Masdea. Plavidla představovala přechodný typ mezi bitevní lodí a křižníkem, schopný nasazení společně s bitevními plavidly, ale s přebytkem rychlosti, aby se boji mohl vyhnout. Křižníky měly silnou výzbroj a kvalitní pancéřování při relativně malém výtlaku.
Celkem bylo postaveno 10 jednotek této třídy. Tři zakoupila Itálie, jeden Španělsko, čtyři Argentina a dva Japonsko. Dvojice japonských křižníků byla původně roku 1901 objednána pro Itálii, po spuštění na vodu je koupila Argentina, aby získala posilu pro válku s Chile. Ještě před jejich dokončením válka skončila a tak byly oba prodány Japonsku. Argentinská plavidla tvořila až do nástupu dreadnoughtů jádro argentinského námořnictva.
Jednotky třídy Giuseppe Garibaldi:
| Jméno                                   | Uživatel  | Loděnice            | Zahájení stavby | Spuštěna          | Vstup do služby | Osud |
| --------------------------------------- | --------- | ------------------- | --------------- | ----------------- | --------------- | --- |
| Garibaldi (ex Giuseppe Garibaldi)       | Argentina | Ansaldo             | 1894            | 27. května 1875   | 12. října 1896  | Rozestavěný prodán Argentině, vyřazen 1934.                                                                             |
| San Martin (ex Varese)                  | Argentina | Orlando             | 1895            | 25. května 1896   | květen 1898     | Rozestavěný prodán Argentině, vyřazen 1935.                                                                             |
| General Belgrano (ex Varese)            | Argentina | Orlando             | 1896            | 25. července 1897 | listopad 1898   | Rozestavěný prodán Argentině, od roku 1933 mateřská loď ponorek, sešrotován 1947.                                       |
| Cristóbal Colón (ex Giuseppe Garibaldi) | Španělsko | Ansaldo             | 1895            | 16. září 1896     | 16. května 1898 | Rozestavěný prodán Španělsku.                                                                                           |
| Pueyrredon (ex Giuseppe Garibaldi)      | Argentina | Ansaldo             | 1896            | 25. září 1897     | září 1898       | Rozestavěný prodán Argentině, od roku 1941 cvičná loď, vyřazen 1954.                                                    |
| Varese                                  | Itálie    | Orlando             | 1898            | 6. srpna 1899     | 5. dubna 1901   | Roku 1920 upraven na cvičnou loď, vyřazen 1923.                                                                         |
| Giuseppe Garibaldi                      | Itálie    | Ansaldo             | 1898            | 29. června 1899   | 1. ledna 1901   | Dne 18. července 1915 potopen u pobřeží Dalmácie rakousko-uherskou ponorkou SM U 4.                                     |
| Francesco Ferruccio                     | Itálie    | Arsenale di Venezia | 1899            | 23. dubna 1902    | 1. září 1905    | Roku 1924 upraven na cvičnou loď, vyřazen 1930.                                                                         |
| Kasuga (ex Rivadavia, ex Mitra)         | Japonsko  | Ansaldo             | 1902            | 22. října 1902    | 7. ledna 1904   | Prodán Japonsku, od roku 1918 cvičná loď, od roku 1942 hulk, potopen 18. července 1945 americkým letectvem, sešrotován. |
| Niššin (ex Mariano Moreno, ex Roca)     | Japonsko  | Ansaldo             | 1902            | 9. února 1903     | 7. ledna 1904   | Prodán Japonsku, od roku 1927 školní loď, vyřazen 1935, potopen jako cvičný cíl.                                        |

## Konstrukce

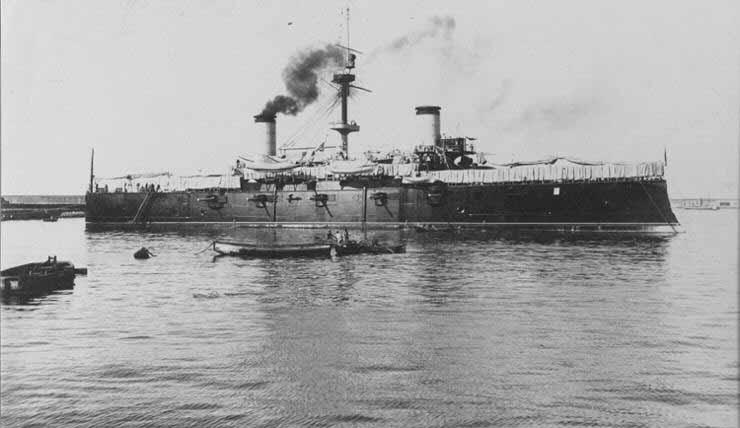
Španělský pancéřový křižník Cristobal Colon

Mezi jednotlivými plavidly existovaly odlišnosti. Hlavní výzbroj křižníku Giuseppe Garibaldi tvořil jeden 254mm kanón v dělové věži na přídi, dva 203mm kanóny ve věži na zádi a čtrnáct 152mm kanónů, které doplňovalo dalších deset 76mm kanónů, šest 47mm kanónů, dva 6,5mm kulomety a čtyři 450mm torpédomety. Pohon obstarávaly dva parní stroje s trojnásobnou expanzí, kterým páru dodávalo 24 kotlů typu Niclausse. Lodní šrouby byly dva. Pohonný systém měl výkon 13 655 hp. Nejvyšší rychlost dosahovala 19,7 uzlu. Dosah byl 4400 námořních mil při 10 uzlech.

## Služba
Italské a japonské křižníky byly nasazeny za první světové války. Italské křižníky operovaly ve Středozemním a Jaderském moři. Dne 5. června 1915 ostřelovaly železniční trať Šibenik-Kotor. Dne 18. července 1915 ostřelovaly železniční trať u Dubrovníku. Vlajkový křižník Giuseppe Garibaldi přitom byl zasažen torpédem rakousko-uherské ponorky SM U 4 (Rudolf Singule) a během tří minut se potopil.